# Habenaria pseudocaldensis
Habenaria pseudocaldensis är en orkidéart som beskrevs av Friedrich Fritz Wilhelm Ludwig Kraenzlin. Habenaria pseudocaldensis ingår i släktet Habenaria och familjen orkidéer. Inga underarter finns listade i Catalogue of Life.